# Арієво
Арі́єво (рос. Ариево, башк. Арый) — село (у минулому присілок) у складі Дуванського району Башкортостану, Росія. Адміністративний центр Арієвської сільської ради.
Населення — 385 осіб (2010; 361 у 2002).
Національний склад:
- башкири — 96 %